# Phyllocycla speculatrix
Phyllocycla speculatrix – gatunek ważki z rodziny gadziogłówkowatych (Gomphidae). Występuje na terenie Ameryki Środkowej.